# Naoto Otake
Naoto Otake (大嶽 直人, Otake Naoto) est un footballeur japonais né le 18 octobre 1968 dans la préfecture de Shizuoka au Japon.
Il évoluait au poste de défenseur.
Il est actuellement entraîneur à Giravanz Kitakyushu. Son jeune frère Masato était aussi un footballeur professionnel.